# The Kill
The Kill, in Nederland en de Verenigde Staten The Kill (Bury Me) geheten en in het Verenigd Koninkrijk The Kill (Rebirth), is de tweede single van het tweede studioalbum van 30 Seconds to Mars A Beautiful Lie. Volgens Jared Leto gaat het liedje over de relatie met jezelf. Hoewel de clip vaak te horen was op zenders zoals TMF en MTV, bereikte het nummer de Tipparade niet.

## Tracklist
1. "The Kill" (albumversie) - 03:53
2. "Attack" (live bij CGBG, juli 2006) - 04:06
3. "The Kill" (akoestisch en live bij VH1) - 03:48

## Video
De videoclip van The Kill is geïnspireerd op de film The Shining van Stanley Kubrick met Jack Nicholson In de videoclip is te zien hoe de band een hotel aan het verkennen is. Op een brief van de hoteleigenaar staat "We hopen op een fijn verblijf en blijf uit kamer 6277." De band negeert de waarschuwing en opent kamer 6277. Nadat ze de deur hebben geopend, ondergaan ze allen de effecten van die kamer. Elk lid ervaart de effecten anders maar zij hebben wel iets gemeen: ze zien een veranderde versie van zichzelf. De climax van het nummer nadert wanneer Jared Leto zijn dubbelganger op de gang tegenkomt. De video bevat tevens vele subliminale boodschappen.